# Länsväg 165
De Zweedse weg 165 (Zweeds: Länsväg 165) is een provinciale weg in de provincie Västra Götalands län in Zweden en is circa 46 kilometer lang.

## Plaatsen langs de weg
- Munkedal
- Dingle
- Hällevadsholm
- Östad
- Bullarebygden
- Vassbotten

## Knooppunten
- E6 en Länsväg 162 bij Munkedal/Dingle (begin)
- Länsväg 174 bij Dingle
- Länsväg 163 bij Östad
- Länsväg 164 bij Bullarebygden/Hovsäter (gezamenlijk tracé)

Bij Vassbotten ligt de grensovergang met Noorwegen waar de weg overgaat in Fylkesvei 22.